# Moyen-Chari
Moyen-Chari is een van de 18 regio’s van Tsjaad. De hoofdstad is Sarh.

## Geografie
Moyen-Chari ligt in het zuiden van het land en grenst aan de Centraal-Afrikaanse Republiek. Het heeft een oppervlakte van 45.180 km². De belangrijkste rivier in de regio is de Chari. 
De regio is onderverdeeld in drie departementen: Barh Köh, Grande Sido en Lac Iro. 

## Bevolking
De Sara vormen het grootste deel van de bevolking in de regio.
Regio's: Batha · Borkou-Ennedi-Tibesti · Chari-Baguirmi · Guéra · Hadjer-Lamis · Kanem · Lac · Logone Occidental · Logone Oriental · Mandoul · Mayo-Kebbi Est · Mayo-Kebbi Ouest · Moyen-Chari · Ouaddaï · Salamat · Tandjilé · Wadi Fira

Stad: Ndjamena